# بيلا أوا غاساما
بيلا أوا غاساما (بالإنجليزية: Bella Awa Gassama)‏، هي مُمثلة غامبية. بيلا أوا هي أُخت غير شقيقة للحكم الغامبي باكاري غاساما. رُشحت بيلا سنة 2005 للتنافس على نيل جائزة الأكاديمية الأفريقية للأفلام لأفضل ممثلة في دور مساعد في إطار حفل توزيع جوائز الأكاديمية الأفريقية للأفلام الثاني، وذلك عن دورها في فيلم «آروو» (بالإنجليزية: Arrou)‏.

## أعمالها
- 2004: «آروو» (بالإنجليزية: Arrou)‏.
- 2008: «عُطلتي في غامبيا» (بالإنجليزية: My Gambian Holiday)‏.
- 2011: «صبي المرآة» (بالإنجليزية: Mirror Boy)‏.
- 2013: «هوية خاطئة» (بالإنجليزية: Wrong Identity)‏.
- 2014: «الروح» (بالإنجليزية: The Soul)‏.
- 2019: «ناكالا» (بالإنجليزية: Nakala)‏.

## روابط خارجية
بيلا أوا غاساما على موقع IMDb (الإنجليزية)